# Siphona antennalis
Siphona antennalis är en tvåvingeart som först beskrevs av Louis-Paul Mesnil 1952.  Siphona antennalis ingår i släktet Siphona och familjen parasitflugor.
Artens utbredningsområde är Zimbabwe. Inga underarter finns listade i Catalogue of Life.